# Terneuzen

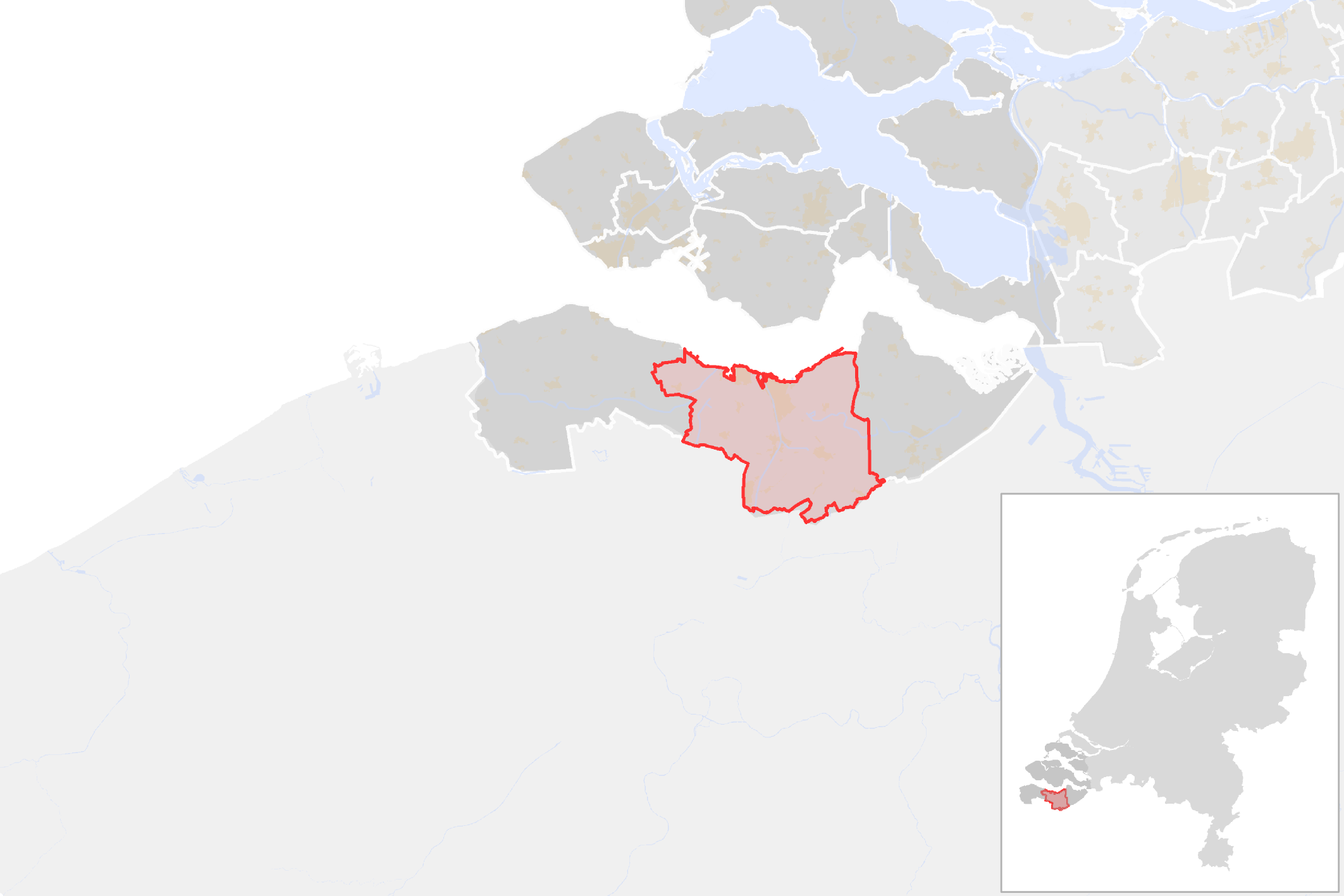
Município de Terneuzen

Terneuzen (em zeêuws e flamengo oriental: Terneuzen ou Neuzen) é um município e uma cidade da província da Zelândia, nos Países Baixos. O município tem 54 519 habitantes (30 de abril de 2017, fonte: CBS) e abrange uma área de 317,76 km² (dos quais 67,11 km² de água).
Terneuzen está localizada na Zeêuws-Flandres e nas margens do rio Escalda.